# Unterseeboot UB-92
Pour les autres navires du même nom, voir Unterseeboot 92.
L'Unterseeboot UB-92 est un sous-marin (U-Boot) allemand de type UB III utilisé par la Kaiserliche Marine pendant la Première Guerre mondiale. Il fut mis en service dans la marine impériale allemande le 27 avril 1918.
L'UB-92 s’est rendu à la Grande-Bretagne le 21 novembre 1918 et il a été démantelé à Bo'ness en 1919-1920.

## Conception
Comme tous les sous-marins de type UB III, l'UB-92 avait un déplacement de 510 tonnes en surface et de 640 tonnes en immersion. Ses moteurs lui permettaient de naviguer à 13 nœuds (24 km/h) en surface et à 7,4 nœuds (13,7 km/h) en immersion. Il avait une autonomie de 7120 milles marins (13190 km) à sa vitesse de croisière. L'UB-92 transportait 10 torpilles et était armé d’un canon de pont de 10,5 cm. L'UB-92 avait un équipage pouvant compter jusqu’à 3 officiers et 31 hommes.

## Historique des services
L'UB-92 a été construit par AG Vulcan à Hambourg. Après un peu moins d’un an de construction, il a été lancé à Hambourg le 25 mars 1918. Il a été mis en service plus tard la même année.

## Affectations
- IIe flottille : du 12 juillet au 11 novembre 1918[4]

## Commandants
- Kapitänleutnant der Reserve Franz Krapohl[5] : du 27 avril au 30 juin 1918
- Oberleutnant zur See Johannes Paul Müller[6] : du 1er juillet au 11 novembre 1918

## Navires coulés
| Date            | Nom              | Nationalité    | Tonnage | Destin. |
| --------------- | ---------------- | -------------- | ------- | ------- |
| 20 août 1918    | Boltonhall       | United Kingdom | 3595    | Coulé   |
| 21 août 1918    | Boscawen         | United Kingdom | 1936    | Coulé   |
| 22 août 1918    | Palmella         | United Kingdom | 1352    | Coulé   |
| 24 août 1918    | Virent           | United Kingdom | 3771    | Coulé   |
| 25 août 1918    | Carasa           | Espagne        | 2099    | Coulé   |
| 17 octobre 1918 | Bonvilston       | United Kingdom | 2865    | Coulé   |
| 18 octobre 1918 | Industry         | United Kingdom | 1460    | Coulé   |
| 20 octobre 1918 | Emily Millington | United Kingdom | 111     | Coulé   |